# Tournoi de tennis de Fort Lauderdale

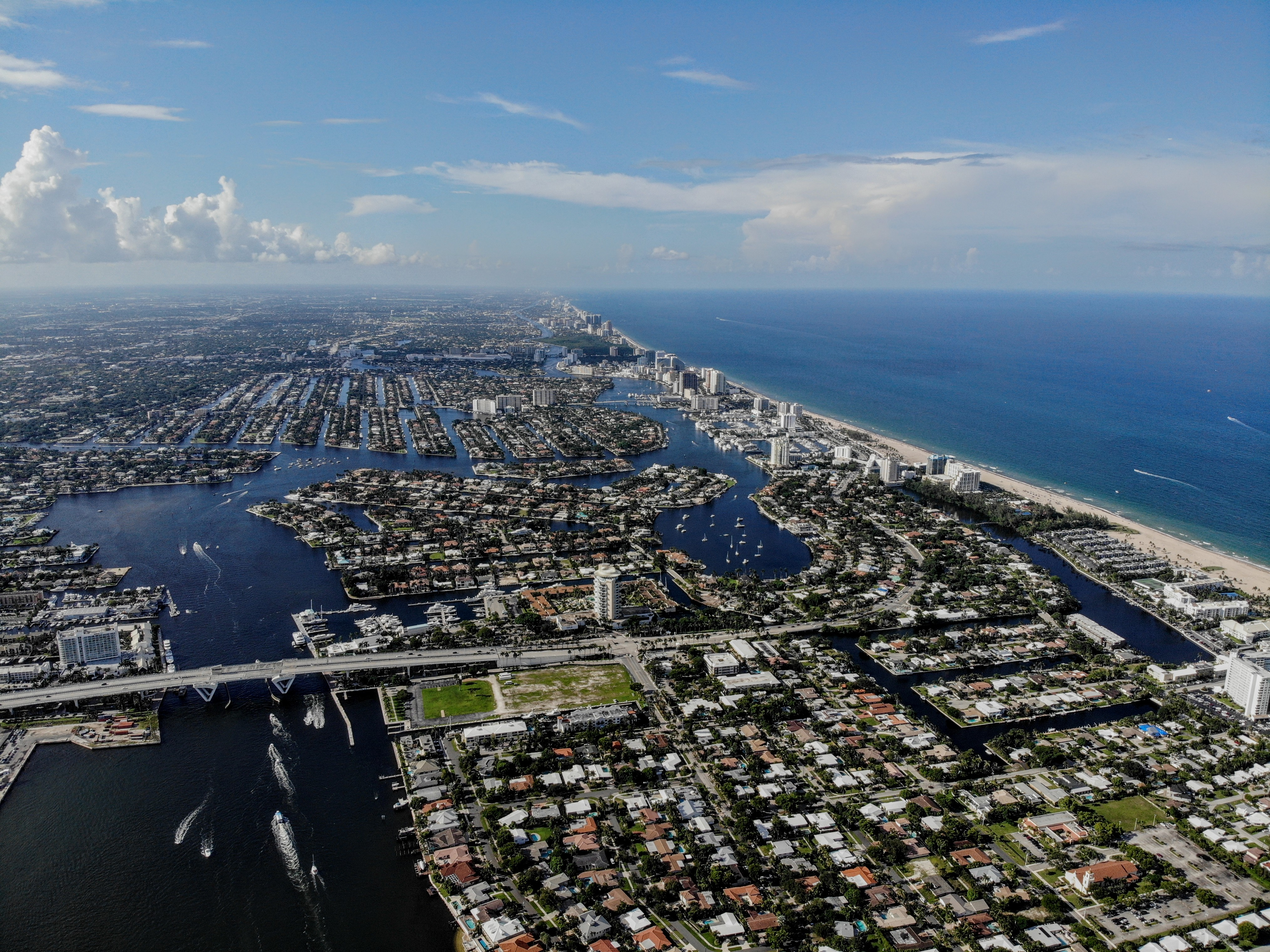
Vue aérienne de Fort Lauderdale.

Le tournoi de Fort Lauderdale (Floride, États-Unis) est un tournoi de tennis féminin du circuit professionnel WTA.
L'épreuve s'est tenue chaque année entre 1971 et 1974 sous le patronage de différents sponsors. En 1978, une épreuve du Avon Circuit y prend place et, en 1984 et 1985, le Maybelline Classic précédemment organisé à Deerfield Beach s'y installe. 
Chris Evert s'y est imposée en simple à trois reprises.

## Palmarès

### Simple
| No | Date       | Nom et lieu du tournoi                            | Catégorie   | Dotation  | Surface      | Vainqueure          | Finaliste        | Score         |         |
| -- | ---------- | ------------------------------------------------- | ----------- | --------- | ------------ | ------------------- | ---------------- | ------------- | ------- |
| 1  | 19-03-1969 | WLOD Invitational, Fort Lauderdale                |             | NC        | Terre (ext.) | Julie Heldman       | Virginia Wade    | 6-1, 6-4      | Tableau |
| 2  | 15-02-1971 | Station WLOD, Fort Lauderdale                     | VS Tour     | 10 000 $  | Terre (ext.) | Françoise Dürr      | Billie Jean King | 6-3, 3-6, 6-3 | Tableau |
| 3  | 01-02-1972 | Virginia Slims of Ft. Lauderdale, Fort Lauderdale | WT Pro Tour | 25 000 $  | Terre (ext.) | Chris Evert         | Billie Jean King | 6-1, 6-0      | Tableau |
| 4  | 26-02-1973 | S&H Green Stamp Classic, Fort Lauderdale          |             | 20 000 $  | Terre (ext.) | Chris Evert         | Virginia Wade    | 6-1, 6-2      | Tableau |
| 5  | 04-02-1974 | The S & H Tennis Classic, Fort Lauderdale         | VS Tour     | 50 000 $  | Terre (ext.) | Chris Evert         | Kerry Melville   | Forfait       | Tableau |
| 6  | 27-02-1978 | Avon Futures of South Florida, Fort Lauderdale    | Futures     | 20 000 $  | NC           | Caroline Stoll      | Lesley Hunt      | 6-3, 6-2      | Tableau |
| 7  | 17-09-1984 | Maybelline Classic, Fort Lauderdale               |             | 150 000 $ | Dur (ext.)   | Martina Navrátilová | Michelle Torres  | 6-1, 6-0      | Tableau |
| 8  | 30-09-1985 | Maybelline Classic, Fort Lauderdale               | VS Tour     | 150 000 $ | Dur (ext.)   | Martina Navrátilová | Steffi Graf      | 6-3, 6-1      | Tableau |

### Double
| No | Date       | Nom et lieu du tournoi                           | Catégorie   | Dotation  | Surface      | Vainqueures                          | Finalistes                        | Score         |         |
| -- | ---------- | ------------------------------------------------ | ----------- | --------- | ------------ | ------------------------------------ | --------------------------------- | ------------- | ------- |
| 1  | 19-03-1969 | WLOD Invitational Fort Lauderdale                |             | NC        | Terre (ext.) | Margaret Smith Court Judy Tegart     | Karen Krantzcke Virginia Wade     | 6-3, 3-6, 6-3 | Tableau |
| 2  | 01-02-1972 | Virginia Slims of Ft. Lauderdale Fort Lauderdale | WT Pro Tour | 25 000 $  | Terre (ext.) | Judy Tegart-Dalton Françoise Dürr    | Nancy Richey-Gunter Virginia Wade | 6-3, 6-2      | Tableau |
| 3  | 26-02-1973 | S&H Green Stamp Classic Fort Lauderdale          |             | 20 000 $  | Terre (ext.) | Gail Sherriff Virginia Wade          | Evonne Goolagong Janet Young      | 4-6, 6-3, 6-2 | Tableau |
| 4  | 04-02-1974 | The S & H Tennis Classic Fort Lauderdale         | VS Tour     | 50 000 $  | Terre (ext.) | Françoise Dürr Betty Stöve           | Patti Hogan Sharon Walsh          | 6-3, 6-2      | Tableau |
| 5  | 27-02-1978 | Avon Futures of South Florida Fort Lauderdale    | Futures     | 20 000 $  | NC           | Lesley Hunt Mariana Simionescu       | Diane Desfor Barbara Hallquist    | 1-6, 7-6, 6-3 | Tableau |
| 6  | 17-09-1984 | Maybelline Classic Fort Lauderdale               |             | 150 000 $ | Dur (ext.)   | Martina Navrátilová Elizabeth Sayers | Barbara Potter Sharon Walsh       | 2-6, 6-2, 6-3 | Tableau |
| 7  | 30-09-1985 | Maybelline Classic Fort Lauderdale               | VS Tour     | 150 000 $ | Dur (ext.)   | Gigi Fernández Robin White           | Rosalyn Fairbank Beverly Mould    | 6-2, 7-5      | Tableau |